# جديد عكيدات
جديد عكيدات قرية سورية تتبع ناحية خشام في منطقة مركز دير الزور في محافظة دير الزور. بلغ عدد سكانها 916 نسمة في عام 2004 حسب إحصاء المكتب المركزي للإحصاء.سكان هذه القرية من قبيلة واحده وهي قبيلة العقيدات يوجد في هذه القرية احد عشائر العقيدات وهي عشيرة المشرف 